# 永福寺 (埼玉県杉戸町)
永福寺（えいふくじ）は、埼玉県北葛飾郡杉戸町下高野にある真言宗豊山派の寺院。山号は龍燈山。本尊は阿弥陀如来。すぎと七福神の寿老人。

## 歴史
創建の経緯については定かでない。伝承によれば、天平勝宝5年（753年）、行基により開基。かつては阿弥陀寺と呼ばれたという。寺の中興については、次のような伝承がある。武蔵権守興世王の妾といわれる妙喜尼は、天慶3年（940年）、承平天慶の乱の首謀者として興世王が討たれるに及び、自ら寺に火をつけて焼死し寺も焼け落ちた。天慶5年、平将門が京に滞在している時に生まれた子といわれる抜山優婆塞が、東国に下り父の戦場で死者の菩提を弔って、高野の地に来た時、土の中から光り、行基作と伝わる阿弥陀寺の本尊であった阿弥陀仏の木像を発見し、再興したという。
その後いつの頃か長福密寺と改名されたが、江戸幕府6代将軍徳川家宣が子息に長福（のちの徳川家継）と名づけ、それに遠慮して永福寺と名乗るようになったという。ただし、寺に伝わる『永福寺伝燈記』には、宝暦9年（1759年）、僧弁隆が住持となる前は長福寺と称していたとあり、徳川家継（1709年生まれ）とは時代が合わない。

## その他
- どじょう施餓鬼（関東三大施餓鬼の1つ）

毎年8月22日~23日に行われる。生前の殺生や悪事により地獄に落ちたものを供養する為、境内の池に経文を唱えてもらいどじょうを放す習慣がある。人が死ぬとある世で「高野の施餓鬼の風にあったか？雨にあったか？」と聞かれるといい、使者の供養の為、3年間は通わなければならないといわれており、解釈の違いは場所によって違うにせよ、広範囲において高野の施餓鬼信仰は古くから根付いている。
- 西行見返りの松　入口付近にある。

## アクセス
- 東武鉄道東武日光線杉戸高野台駅より徒歩12分。